# Thierry Cornillet
Thierry Cornillet (* 23. Juli 1951 in Montélimar, Département Drôme) ist ein französischer Politiker (PRad, früher UDF, MoDem). Er war von 1993 bis 1997 Abgeordneter in der Nationalversammlung und von 1999 bis 2009 sowie 2017 bis 2019 Mitglied des Europäischen Parlaments.

## Leben und politische Karriere
Cornillet studierte an den Universitäten Lyon I und Paris 1 Panthéon-Sorbonne sowie am Institut d’études politiques de Lyon (IEP), schloss 1975 mit dem Diplom des IEP und einer Maîtrise in öffentlichem Recht sowie 1976 mit einem DEA im Umweltrecht ab. Er promovierte 1984 in Lyon in Politikwissenschaft.
Cornillet begann seine politische Karriere als Mitglied der kleinen liberalen Parti radical valoisien, die Bestandteil des bürgerlichen Union pour la démocratie française (UDF) war. Als Vertreter des Kanton Montélimar-2 wurde Cornillet 1985 in den Generalrat des Départements Drôme gewählt, dem er bis 1993 angehörte. 1989 wurde er Bürgermeister seiner Heimatstadt Montélimar, dieses Amt hatte er für zwei Amtszeiten bis 1999 inne. 
Von 1993 bis 1997 war Cornillet Abgeordneter des 2. Wahlkreises des Départements Drôme in der Nationalversammlung. Von 1997 bis 1999 war er nationaler Vorsitzender der Parti radical valoisien. Von 1998 bis 2010 gehörte er dem Regionalrat von Rhône-Alpes an und war dort von 1999 bis 2004 Vizepräsident für wirtschaftliche Entwicklung und internationale Beziehungen. 
Bei der Europawahl 1999 erhielt Cornillet über die Liste der UDF ein Mandat im Europäischen Parlament, wo er in der christdemokratischen EVP-ED-Fraktion saß. Als sich die Parti radical 2002 von der UDF trennte und der UMP anschloss, blieb Cornillet in der UDF. Von 2002 bis 2004 war er stellvertretender Vorsitzender der europäischen Delegation in der Paritätischen Parlamentarischen Versammlung des AKP-EU-Abkommens. Bei der Europawahl 2004 wurde er für die Legislaturperiode 2009 wiedergewählt, diesmal saß er aber, wie alle UDF-Abgeordneten, in der liberalen ALDE-Fraktion. 
Als sich die UDF 2007 spaltete, blieb Cornillet in der Nachfolgepartei Mouvement démocrate (MoDem), auch wenn er die Wahlstrategie des Parteivorsitzenden François Bayrou als „selbstmörderisch“ beurteilte und ihm vorwarf, „seine gewählten Amtsträger für das Hirngespinst einer Präsidentschaft“ zu opfern. Zur Europawahl 2009 kehrte Cornillet zur Parti radical valoisien zurück, die damals mit der UMP verbündet war, verpasste aber den Wiedereinzug ins EU-Parlament. Die Parti radical, und damit auch Cornillet, gehörte von 2012 bis 2017 zum Mitte-Bündnis Union des démocrates et indépendants (UDI).
Von 2011 bis 2017 arbeitete Cornillet als Anwalt für öffentliches und Umweltrecht bei der Kanzlei Helios avocats. Außerdem übernahm er einen Lehrauftrag für den Master Diplomatie und strategische Verhandlungen an der Université Paris-Sud.
Als Sylvie Goulard aufgrund ihres neuen Amts als Verteidigungsministerin aus dem Europaparlament ausschied, rückte Cornillet am 18. Mai 2017 über die Liste L'Alternative (MoDem und UDI) für sie nach. Er gehörte dem EU-Parlament bis zum Ende der Legislaturperiode 2019 erneut als Mitglied der liberalen ALDE-Fraktion an. Auf dem Parteitag der Parti radical im November 2017 bewarb sich Cornillet um den Vorsitz, unterlag aber deutlich dem Amtsinhaber Laurent Hénart.